# Georges Simenon
Georges Joseph Christian Simenon, född 12  eller 13 februari 1903 i Liège, Belgien, död 4 september 1989 i Lausanne, Schweiz, var en belgisk författare, skapare av Kommissarie Maigret.
Simenon var mycket produktiv med cirka 300 romaner och drygt 500 noveller. Kommissarie Maigret figurerar i 75 romaner. Simenon skrev även psykologiskt inträngande romaner som till exempel L'Homme qui regardait passer les trains, 1938 ("Mannen som såg tågen gå förbi", 1950) och La neige était sale, 1948 ("Snön var smutsig", 1956).

### Kommissarie Maigret
| Originalutgåva på franska                                      | Svensk översättning                                                                  |
| -------------------------------------------------------------- | ------------------------------------------------------------------------------------ |
| Train de nuit 1930 pseudonym Christian Brulls                  |                                                                                      |
| Pietr-le Letton 1931                                           |                                                                                      |
| M. Gallet, décédé 1931                                         | Tre skott i Sancerre (översättning Harald Jeurling, 1934)                            |
| Le pendu de Saint-Pholien 1931                                 | Den hängde i Liège (översättning Harald Jeurling, 1934)                              |
| Le charretier de la Providence 1931                            | Maigret och pråmdragaren (översättning Kerstin Hallén, 1979)                         |
| La tête d’un homme 1931                                        | Maigret och den dödsdömde (översättning Eva Salevid, 1987)                           |
| Le chien jaune 1931                                            | Den gula hunden (översättning Harald Jeurling, 1934)                                 |
| La nuit du carrefour 1931                                      |                                                                                      |
| Un crime en Hollande 1931                                      |                                                                                      |
| Au rendez-vous des Terre-Neuvas 1931                           |                                                                                      |
| La danseuse du Gai-Moulin 1931                                 | Maigret blir misstänkt (översättning Katja Birmann, 1973)                            |
| La guinguette à deux sous 1931                                 | Maigret och det ljuva livet (översättning Katja Birmann, 1974)                       |
| La figurante 1932 (under pseudonymen Christian Brulls)         |                                                                                      |
| La maison de l’inquiétude 1932 (under pseudonymen Georges Sim) |                                                                                      |
| Le port des brumes 1932                                        |                                                                                      |
| L’ombre chinoise 1932                                          |                                                                                      |
| L’affaire Saint-Fiacre 1932                                    | Maigret reser hem (översättning Karin Jacobsson, 1981)                               |
| Chez les Flamands 1932                                         | Maigret vid gränsen (översättning Katja Birmann, 1974)                               |
| Le fou de Bergerac 1932                                        |                                                                                      |
| Liberty-Bar 1932                                               | Liberty Bar (översättning av Katja Birmann, 1971)                                    |
| La femme rouse 1933 (under pseudonymen Georges Sim)            |                                                                                      |
| L’écluse no 1 1933                                             |                                                                                      |
| Maigret 1934                                                   | Maigret (översättning Katja Birmann, 1972)                                           |
| La vieille dame de Bayeux (ss) 1937-1938                       |                                                                                      |
| Cécile est morte - Maigret revient 1942                        | Maigret och oskulden (översättning Karin Jacobsson, 1989)                            |
| Les caves du Majestic - Maigret revient 1942                   | Maigret på hotel Majestic (översättning Kerstin Hallén, 1978)                        |
| La maison du juge - Maigret revient 1942                       | Maigret i onåd (översättning Karin Jacobsson, 1980)                                  |
| Signé Picpus - Signé Picpus 1944                               | Maigret blir sannspådd (översättning Karin Jacobsson, 1984)                          |
| L’inspecteur Cadavre - Signé Picpus 1944                       |                                                                                      |
| Félicie est là - Signé Picpus 1944                             | Maigret och den arga flickan (översättning Karin Jacobsson, 1990)                    |
| Les nouvelles enquêtes de Maigret 1944                         |                                                                                      |
| Maigret se fâche 1947                                          | Maigret blir upprörd (översättning Gun och Nils A. Bengtsson, 1962)                  |
| La pipe de Maigret - Maigret se fâche 1947                     | Maigret och hans pipa (översättning Britte-Marie Bergström, i 4 Maigret, 1965)       |
| Maigret à New York                                             | Maigret i New York (översättning Gunnel Vallquist, 1953)                             |
| Maigret et l’inspecteur Malgracieux 1947                       | Maigret och Tvärviggen (översättning Britte-Marie Bergström, i 4 Maigret, 1965)      |
| Les vacances de Maigret 1948                                   | Kommissarie Maigret på semester (översättning Gunnel Vallquist, 1952)                |
| Maigret et son mort 1948                                       | Maigret och hans mord (översättning Gunnel Vallquist, 1953)                          |
| La première enquête de Maigret 1949                            | Kommissarie Maigrets första fall (översättning Gunnel Vallquist, 1952)               |
| Mon ami Maigret 1949                                           | Min vän kommissarie Maigret (översättning Gunnel Vallquist, 1952)                    |
| Maigret chez le coroner 1949                                   | Maigret och sheriffen (översättning Håkan Wallqvist, 1977)                           |
| Maigret et la vielle dame 1950                                 | Maigret och den gamla damen (översättning Gunnel Vallquist, 1954)                    |
| L’amie de Madame Maigret 1950                                  | Madame Maigrets väninna (översättning Britte-Marie Bergström, 1955)                  |
| Maigret et les petits cochons sans queue 1950                  | Mannen på gatan och andra berättelser (översättning Sonja Berg Pleijel, 1983)        |
| Un noël de Maigret 1951                                        | Maigrets jul (översättning Katja Birmann, 1975)                                      |
| Les mémoires de Maigret 1951                                   | Maigrets memoarer (översättning Britte-Marie Bergström, i 4 Maigret, 1965)           |
| Maigret au Picratt’s 1951                                      | Maigret på nattklubb (översättning Gunnel Vallquist, 1954)                           |
| Maigret en meublé 1951                                         | Maigret flyttar hemifrån (översättning Gun och Nils A. Bengtsson, 1963)              |
| Maigret et la Grande Perche 1951                               | Maigret och den långa flickan (översättning, Vera och Stig Dahlstedt, 1958)          |
| Maigret, Lognon et les gangsters 1952                          | Maigret, Lognon och proffsen (översättning Kerstin Hallén, 1976)                     |
| Le revolver de Maigret 1952                                    | Maigret och hans revolver (översättning Gösta Ehrenberg, 1955)                       |
| Maigret et l’homme du banc 1953                                | Maigret och mannen på bänken (översättning Vera och Stig Dahlstedt, 1957)            |
| Maigret a peur 1953                                            | Maigret är rädd (översättning Gun och Nils A. Bengtsson, 1963)                       |
| Maigret se trompe 1953                                         | Maigret tar miste (översättning Eva Alexanderson och Gunnel Vallquist, 1956)         |
| Maigret à l’école 1954                                         | Maigret i skolan (översättning Vera och Stig Dahlstedt, 1956)                        |
| Maigret et la jeune morte 1954                                 | Maigret och den unga döda (översättning Gun och Nils A. Bengtsson, 1960)             |
| Maigret chez le ministre 1955                                  | Maigret hos ministern (översättning Ingrid Krook, 1975)                              |
| Maigret et le corps sans tête 1955                             | Maigret och kroppen utan huvud (översättning Katja Waldén, 1967)                     |
| Maigret tend un piège 1955                                     | Maigret gillrar en fälla (översättning Harriet Ribbing, 1957)                        |
| Un échec de Maigret 1956                                       | Maigret på fel spår (översättning Katja Birmann, 1971)                               |
| Maigret s’amuse 1957                                           | Maigret har roligt (översättning Stig Dahlstedt, 1958)                               |
| Maigret voyage 1958                                            | Maigret på resa (översättning Stig Dahlstedt, 1959)                                  |
| Les scrupules de Maigret 1958                                  | Maigrets onda aningar (översättning Gun och Nils A. Bengtsson, 1959)                 |
| Maigret et les témoins récalcitrants 1959                      | Maigret och de motsträviga vittnena (översättning Gun och Nils A. Bengtsson, 1960)   |
| Une confidence de Maigret                                      | Maigret anförtror sig (översättning Gun och Nils A. Bengtsson, 1961)                 |
| Maigret aux Assises 1960                                       | Maigret i rätten (översättning Gun och Nils A Bengtsson, 1961)                       |
| Maigret et les vieillards 1960                                 | Maigret i fina världen (översättning Gun och Nils A. Bengtsson, 1962)                |
| Maigret et le voleur paresseux 1961                            | Maigret och den försynta tjuven (översättning Gun och Nils A. Bengtsson, 1964)       |
| Maigret et les braves gens 1962                                | Maigret bland hyggligt folk (översättning Katja Birmann, 1976)                       |
| Maigret et le client du samedi 1962                            | Maigret och lördagsklienten (översättning Britte-Marie Bergström, i 4 Maigret, 1965) |
| Maigret et le clochard 1963                                    | Maigret och clocharden (översättning Eva Alexanderson, 1964)                         |
| La colère de Maigret 1963                                      | Maigret blir arg (översättning Gun och Nils A. Bengtsson, 1965)                      |
| Maigret et le fantôme 1964                                     | Maigret och spöket (översättning Britte-Marie Bergström, 1965)                       |
| Maigret se défend 1964                                         | Maigret försvarar sig (översättning Britte-Marie Bergström, 1966)                    |
| La patience de Maigret 1965                                    | Maigrets tålamod (översättning Lena och Cai Törne Melin, 1966)                       |
| Maigret et l’affaire Nahour 1967                               | Maigret och Miss Europa (översättning Kerstin Hallén, 1967)                          |
| Le voleur de Maigret 1967                                      | Maigret och hans tjuv (översättning Katja Waldén, 1968)                              |
| Maigret à Vichy 1968                                           | Maigret på kurort (översättning Katja Waldén, 1968)                                  |
| Maigret hésite 1968                                            | Maigret tvekar (översättning Katja Birmann, 1969)                                    |
| L’ami d’enfance de Maigret 1968                                | Maigrets barndomsvän (översättning Katja Waldén, 1969)                               |
| Maigret et le tueur 1969                                       | Maigret och mannen som måste döda (översättning Katja Birmann, 1970)                 |
| Maigret et le marchand de vin 1970                             | Maigret och vinhandlaren (översättning Katja Birmann, 1970)                          |
| La folle de Maigret 1970                                       | Maigret och den stolliga damen (översättning Katja Birmann, 1971)                    |
| Maigret et l’homme tout seul 1971                              | Maigret och den ensamme mannen (översättning Katja Birmann, 1971)                    |
| Maigret et l’indicateur 1971                                   | Maigret och tjallaren (översättning Katja Birmann, 1972)                             |
| Maigret et Monsieur Charles 1972                               | Maigret och monsieur Charles (översättning Katja Birmann, 1973)                      |

### Självbiografisk roman
Roman baserad på händelser ur Georges Simenons liv
- Pedigree (1957) (Stamtavla, översättning Britte-Marie Bergström, 1969)

### Psykologiska romaner (urval)
- Mannen som såg tågen gå förbi (översättning Elisabeth von Törne-Arfwedson, 1950) (L'homme qui regardait passer les trains, 1938)
- Passageraren på Polarlys (översättning E. Ljunggren, 1951) (Le passager du Polarlys)
- Sanningen om Bébé Donge (översättning Vera och Stig Dahlstedt, 1957) (La vérité sur Bébé Donge, 1942)
- Tre rum på Manhattan (översättning Kerstin Hallén, 1968) (Trois chambres à Manhattan, 1945)
- Snön var smutsig (översättning Gunnel Vallquist, 1956) (La neige était sale, 1948)
- Sonen (översättning Stig Dahlstedt, 1959) (Le fils, 1957)
- Klockorna i Bicêtre (översättning Gun och Nils A. Bengtsson, 1965) (Les anneaux de Bicêtre, 1963)
- Brev till min domare (översättning Vera och Stig Dahlstedt, 1968) (Lettre à mon juge 1967)
- Den lille mannen från Arkangelsk (översättning Britt-Marie Bergström, 1960) (Le petit homme d'Arkhangelsk 1956)
- Om något skulle hända (översättning av Gun och Nils A. Bengtsson, 1961) (En cas de malheur)
- Strip-tease (översättning Vera Sallberg, 1962) (Strip-tease)
- Konseljpresidenten (översättning Gun och Nils A. Bengtsson, 1963) (Le président)
- På söndag (översättning Gun och Nils A. Bengtsson, 1964) (Dimanche, 1958)
- Tåget (översättning Britte-Marie Bergström, 1965) (Le train, 1961)
- Det lilla helgonet (översättning Lena och Cai Törne Melin, 1966) (Le petit saint, 1964)
- Tåget från Venedig (översättning Lena och Cai Törne Melin, 1967) (Le train de Venise, 1965)
- Augustes död (översättning Lena och Cai Törne Melin, 1967) (La mort d’Auguste, 1966)
- Biktfadern (översättning Katja Birmann, 1968) (Le confessional)
- Fängelset (översättning Lena och Cai Törne Melin, 1969) (La prison)
- Flyttningen (översättning Lena och Cai Melin, 1970) (Le déménagement)
- Det som göms i snö... (översättning Britte-Marie Bergström, 1970) (La main)
- Hasselbusken (översättning Katja Birmann, 1971) (Il y a encore des noisetiers)
- Hattmakaren i La Rochelle (översättning Katja Birmann, 1971) (Les fantômes du chapelier)
- Den rike mannen (översättning Kerstin Hallén, 1972) (Le riche homme 1970)
- Odile försvinner (översättning Sonja Bergvall, 1972) (La disparation d'Odile)
- Katten (översättning Britte-Marie Bergström, 1973) (Le chat, 1967) ISBN 91-0-038388-0
- De oskuldsfulla (översättning Britte-Marie Bergström, 1974) (Les innocents)
- November (översättning Britte-Marie Bergström, 1975) (Novembre 1969) ISBN 91-0-040265-6
- Det blå rummet (översättning Kerstin Hallén, 1977) (La chambre bleue, 1964) ISBN 91-0-041825-0
- Antoine och Julie (översättning Kerstin Hallén, 1978) (Antoine et Julie, 1953) ISBN 91-0-041030-6
- Glasburen (översättning Karin Jacobsson, 1979) (Le cage de verre, 1971) ISBN 91-0-044002-7
- Mannen på gatan och andra berättelser (i urval och med inledning och efterskrift av Jan Broberg, till svenska av Sonja Berg Pleijel, 1983)

## Priser och utmärkelser
- Grand Master-diplom 1974